# Terremoto de Fukushima de 2016
El terremoto de Fukushima de 2016 del 22 de noviembre fue un terremoto de magnitud 6.9 Mw que creó olas de maremoto de hasta 1,4 metros. El terremoto ocurrió a las 5:59 JST (20:59 UTC) del martes 22 de noviembre de 2016. El epicentro del terremoto se ubicó en el mar a una profundidad de 30 kilómetros según la AMJ (11,3 km según el USGS), frente a la costa de Honshū, 37 km al este de Namie, en la prefectura de Fukushima (Japón). Se reportaron ocho réplicas de entre 4,4 y 5,4 de magnitud. El terremoto fue reportado inicialmente con 7,3 Mw de magnitud, el USGS lo rebajó más tarde a 6,9 Mw y la AMJ lo subió a 7,4 Mw.
A 22 km de la costa de Iwaki se descubrió un tsunami de entre uno y tres metros, por lo que las autoridades japonesas alertaron a la población para una evacuación inmediata. Una hora después del terremoto, olas de casi un metro golpearon la costa de Fukushima, y la cadena pública NHK informó de la presencia de un tsunami de 1,4 metros dos horas después en la ciudad de Sendai, en la prefectura de Miyagi.
Debido al terremoto, en la ciudad de Iwaki se produjo un incendio en una fábrica de productos químicos que se extinguió a los cuarenta minutos e hirió a tres trabajadores. Otras once personas fueron heridas durante el transcurso del terremoto. Los principales temblores se hicieron notar en Fukushima y en Tokio.
La JMA desactivó la alerta por tsunami a las 12:50 JST (3:50 GMT). El ministro Yoshihide Suga informó que el proceso de evacuación se había llevado de manera apropiada y sin daños significativos que registrar.
Este terremoto es descrito por la AMJ como una réplica del terremoto que sucedió en el 2011 y que ocasionó un total de casi dieciséis mil víctimas mortales, más de ocho mil desaparecidos y casi doscientos heridos, además de una crisis nuclear principalmente en la central de Fukushima I.

## Incidente en la central nuclear de Fukushima
El terremoto causó una interrupción en los sistemas de refrigeración de la central de Fukushima I, lo que ocasionó un corte de suministro eléctrico por un periodo breve de tiempo a unas 2000 viviendas. La circulación se restableció pasados unos noventa minutos tras el incidente. La empresa encargada del mantenimiento de la central Tokyo Electric Power Company informó de que el agua existente que refrigera al reactor nuclear era lo suficientemente fría como para que dicha interrupción causase un peligro inmediato.

## Tsunami
Las autoridades japonesas aconsejaron a la gente de la región costera de Fukushima evacuar de inmediato debido a un posible tsunami con olas de hasta 3 metros. Las olas de hasta un metro de altura golpearon la costa de Fukushima aproximadamente una hora después del terremoto, y la emisora pública NHK informó de la presencia de un tsunami de 1,4 metros en el barrio Sendai de la prefectura de Miyagi.

## Impacto
Quince personas resultaron heridas durante el terremoto, incluyendo huesos rotos y cortes de objetos caídos, tres de ellos seriamente. Se registraron daños materiales menores. Hubo un incendio en una instalación de investigación en Iwaki. Se informó de un breve corte de energía de unas 1.900 viviendas. Los trenes locales y expresos, incluyendo el Shinkansen, estaban fuera de servicio por tiempo para permitir que las pistas fueran inspeccionadas.
El terremoto hizo que los sistemas de enfriamiento de combustible gastado del tercer reactor de la Central Nuclear de Fukushima Daini se detuvieran, aunque la circulación fue restaurada después de aproximadamente 100 minutos. Los niveles de radiación no se modificaron tras el breve apagón.
El mercado de futuros Nikkei en Japón no fue impactado significativamente.